# 高浟
高浟（533年—564年4月7日），字景安，一子深，勃海郡蓨县（今河北省衡水市景县）人，追尊齐神武帝高欢第五子。庶出，生母大爾朱氏，北齐宗室、官员。

## 生平
元象二年（539年），高浟拜通直散騎常侍，封長樂郡公。博士韓毅教高浟書寫，見高浟筆跡未工，戲弄高浟曰：“五郎書畫如此，忽為常侍開國，今日後宜更用心。” 高浟正色答曰：“昔甘羅幼為秦相，未聞能書。凡人唯論才具何如，豈必動誇筆跡。博士當今能者，何為不作三公？”當時高浟只有八歲，韓毅甚為慚愧。
武定六年（548年），出為滄州刺史，為政嚴察，部下肅然。守令參佐，下及胥吏，行遊往來，皆自齎糧食。高浟很少介入人間事。有隰沃縣主簿張達曾經詣州，連夜投宿於草民之家舍，進食雞羹，高浟察覺知道。守令們集合後，高浟對眾曰：“食雞羹何不還價直也？”張達即伏罪。州內全境稱讚他神明。又有一人從幽州來，其驢馱鹿脯。行至滄州界，腳痛而行動遲緩，偶然碰見一人為伴，但是那人卻盜驢及鹿脯而去。明晨向州府狀告。高浟乃令左右及府僚吏分市鹿脯，不限其價。其主見脯識之，推獲盜者。轉為都督、定州刺史。當時有人被盜去黑牛，背上有白毛。長史韋道建謂中從事魏道勝曰：“使君在滄州日，擒奸如神，若捉得此賊，定神矣。”高浟乃用詐為上府市見牛皮後，可有倍數酬金，便使牛主認回，因一而擒獲盜賊。韋道建建等人嘆服。又有一姓王的老婦，孤獨居住，種菜三畝，數次被人偷菜。高浟乃令人秘密在菜葉上書寫，明日市中看菜葉有字的，因此而擒獲賊人。從此之後境內無盜，政事教化為當時第一。
天保元年六月癸未（550年7月4日），被封為彭城王。天保四年（553年），征入朝為侍中，百姓官吏皆送別時悲號。有數百老人互相率具食饌對：“自殿下至來五載，人不識吏，吏不欺人，百姓有識已來，始逢今化。殿下唯飲此鄉水，未食此鄉食，聊獻疏薄。”高浟著重其意義，因此食了一口。天保七年（556年），轉司州牧，選取從事皆為文才士明剖斷者，當時稱為美選（有兵曹從事薛道衡、主簿陸彥師）。司州舊案五百餘，高浟未到限期已悉數斷案。
別駕羊修等恐冒犯權貴外戚，乃詣閣諮陳。高浟使人告訴羊修曰：“吾直道而行，何憚權戚，卿等當成人之美，反以權戚為言。”羊修等慚驚悚而退下。後加特進，兼司空、太尉，州牧如同往時。天保七年（556年）大尔朱氏去世時，高浟解除官職，其後又奉詔複回本身官職。再拜司空，兼尚書令。高洋子高殷嗣位後，除開府儀同三司、尚書令、領大宗正卿。皇建元年（560年）八月，高演下詔拜高浟為大司馬，兼尚書令，次年轉為太保。當武成帝高湛登基後，遷任太師、錄尚書事。
高浟明練世務，果於斷決，事無大小，咸悉以情。趙郡李公統参与高歸彥的謀反，其母崔芷蘩即為御史中丞崔昂堂姐，兼右僕射魏收夫人的堂妹。依遵法令，年過六十者，按例可以不必发配宫中服刑役。崔芷蘩改大自己的年龄，所負責官員因崔昂和魏收的緣故，崔芷蘩因此得到赦免。高浟遂揭發此事，崔昂等因此罪被除名。
自車駕巡幸，高浟常留鄴。河清三年（564年）三月，群盜田子禮等數十人謀劫高浟為主，詐稱是使者，走向高浟府第，進入內室，聲稱奉敕牽引高浟上馬，突然以白刃脅逼，欲帶他向南殿走。高浟大聲呼喊不遵從，遂因而遇害，當時只得三十二歲，朝野皆為他的死而痛惜。初高浟被劫前，其妃鄭氏夢見有人斬高浟頭持去，惡之，數日果然見高浟被殺。追贈高浟假黃鉞、太師、太尉、錄尚書事，給轀輬車。其子高寶德繼嗣為彭城王，位開府，兼任尚書左僕射。次子高准字茂則，过继其三哥永安简平王高浚为嗣。